# Saulo Pereira de Carvalho
Saulo Pereira de Carvalho, występujący jako Saulo (ur. 29 lipca 1971) – brazylijski piłkarz, grający na pozycji pomocnika.
Saulo przybył do Polski w 1997, zasilając szeregi ŁKS-u. Na początku rozgrywek wywalczył miejsce w podstawowej jedenastce. Jednak już po drugim spotkaniu je stracił po tym, jak został wyrzucony z boiska. Wkrótce przeniósł się do Gdańska, gdzie grał w Polonii oraz Lechii/Polonii.
Dzięki występom w ŁKS-ie w sezonie 1997/1998 ma na swoim koncie tytuł mistrza Polski.